# Frankenweenie (1984)
Frankenweenie ist ein Kurzfilm des Regisseurs Tim Burton aus dem Jahr 1984. Der Film ist in Schwarz-Weiß gedreht und eine Hommage an den Film Frankenstein.

## Handlung
Die Handlung beginnt mit der Vorführung des Films „Monsters From Long Ago“, ein selbstgedrehter Film des Jungen Victor Frankenstein, den dieser seiner Familie präsentiert. Die Titelrolle in diesem Film spielt Victors Hund Sparky. Nach der Vorführung begibt sich die Familie in den Garten und Victor spielt mit Sparky, indem er ihn einen Ball apportieren lässt. Bei einem Wurf gerät der Ball jedoch auf die Straße, Sparky läuft hinterher und wird von einem Auto erfasst und getötet.
In der Schule lernt Victor anhand eines toten Froschs, dem ein Lehrer Stromstöße versetzt, wie elektrische Impulse die Muskeln eines toten Tiers bewegen können. Victor bekommt die Idee, dass er mit dieser Methode Sparky wieder zum Leben erwecken könne. Mit Hilfe verschiedener Haushaltsgeräte baut er heimlich eine Apparatur, mit der er in einer Gewitternacht die elektrische Energie eines Blitzes einfängt und in Sparkys Körper leitet, der davon tatsächlich wiederbelebt wird.
Als bei den Nachbarn verschiedenste Gerüchte über das Haustier der Frankensteins zu kursieren beginnen, beschließt die Familie, den „neuen“ Sparky den Nachbarn vorzustellen. Diese sind jedoch entsetzt und fürchten sich vor dem Tier. Im allgemeinen Chaos flieht Sparky aus dem Haus. Die wütenden Nachbarn beginnen Jagd auf den Hund zu machen, der sich auf einem Minigolfplatz in einer Windmühle versteckt. Victor folgt dem Tier in die Windmühle. Als der Mob der Nachbarn auf dem Platz angekommen ist, versucht einer der Nachbarn mit einem Feuerzeug in die Windmühle hineinzusehen, wobei er ausrutscht und die Mühle versehentlich in Brand setzt. Victor fällt und wird bewusstlos, daraufhin rettet Sparky den Jungen aus der brennenden Windmühle, die kurz darauf zusammenstürzt. Die Nachbarn erkennen ihren Fehler und tun sich zusammen, um mit ihren Autos, mit Hilfe von Starthilfekabeln, den mittlerweile leblosen Hund wiederzubeleben. Die Aktion gelingt und Sparky verliebt sich in den Pudel eines Nachbarn.

## Hintergrund
Ebenso wie Frankensteins Monster ist der wiederbelebte Sparky aus verschiedenen Körperteilen, jedoch seinen eigenen, „zusammengeflickt“. Insbesondere die charakteristischen Elektroden am Hals erinnern an die populäre Figur.
Der Name Sparky (engl. Spark: Funke) ist an die im Film thematisierte Elektrizität angelehnt.
Das Motiv der brennenden Windmühle wurde von Tim Burton in seinem späteren Film Sleepy Hollow erneut aufgegriffen. Auch die Figurenkonstellation „Victor“, der als Junge seinen Hund „Sparky“ verlor und nach dessen Tod wiederfindet, wurde von Burton in Corpse Bride – Hochzeit mit einer Leiche wieder eingeflochten.
Der Film ist in der für Tim Burton typischen humorvollen, aber auch düsteren Art gehalten. Die Produktionsfirma Disney wertete den Film daher als Verschwendung von Ressourcen, weil er nicht familientauglich sei, und trennte sich von Burton. Als Burton später berühmt wurde, veröffentlichte Disney den Film dennoch auf VHS, wenn auch in einer zensierten Version. Erstmals unzensiert wurde der Film auf der DVD von Burtons Film Nightmare Before Christmas veröffentlicht.

## Neuverfilmung
Tim Burton verfilmte die Geschichte später erneut als langen Kinofilm. Dieser Film wurde ebenfalls in Schwarzweiß und mit Hilfe von Stop-Motion-Technik realisiert. Der Kinostart fand im Oktober 2012 unter dem gleichnamigen Titel statt.